# Südöstlicher Aronstab
Der Südöstliche Aronstab (Arum cylindraceum) ist eine Pflanzenart aus der Gattung Aronstab (Arum) in der Familie der Aronstabgewächse (Araceae).

## Beschreibung

### Vegetative Merkmale
Der Südöstliche Aronstab ist eine ausdauernde krautige Pflanze, die Wuchshöhen von 15 bis 40 Zentimeter erreicht. Dieser Geophyt bildet als Überdauerungsorgan eine waagerechte und scheibenförmige Knolle aus. Diese Knolle ist deutlich etwas flachgedrückt, selten fast kugelig; ihr Querdurchmesser überragt meist die Länge. Der Durchmesser beträgt bis zu 4 Zentimeter. Sie steht aufrecht oder horizontal im Boden. Von dieser Knolle gehen kurze Adventivsprosse aus, welche sich gelegentlich zu unabhängigen Pflanzen entwickeln, so dass horstförmige Kolonien entstehen. Der Stängel wird beinahe so lang oder länger als die Blattstiele. Die Blattspreite weist nie Flecken auf.

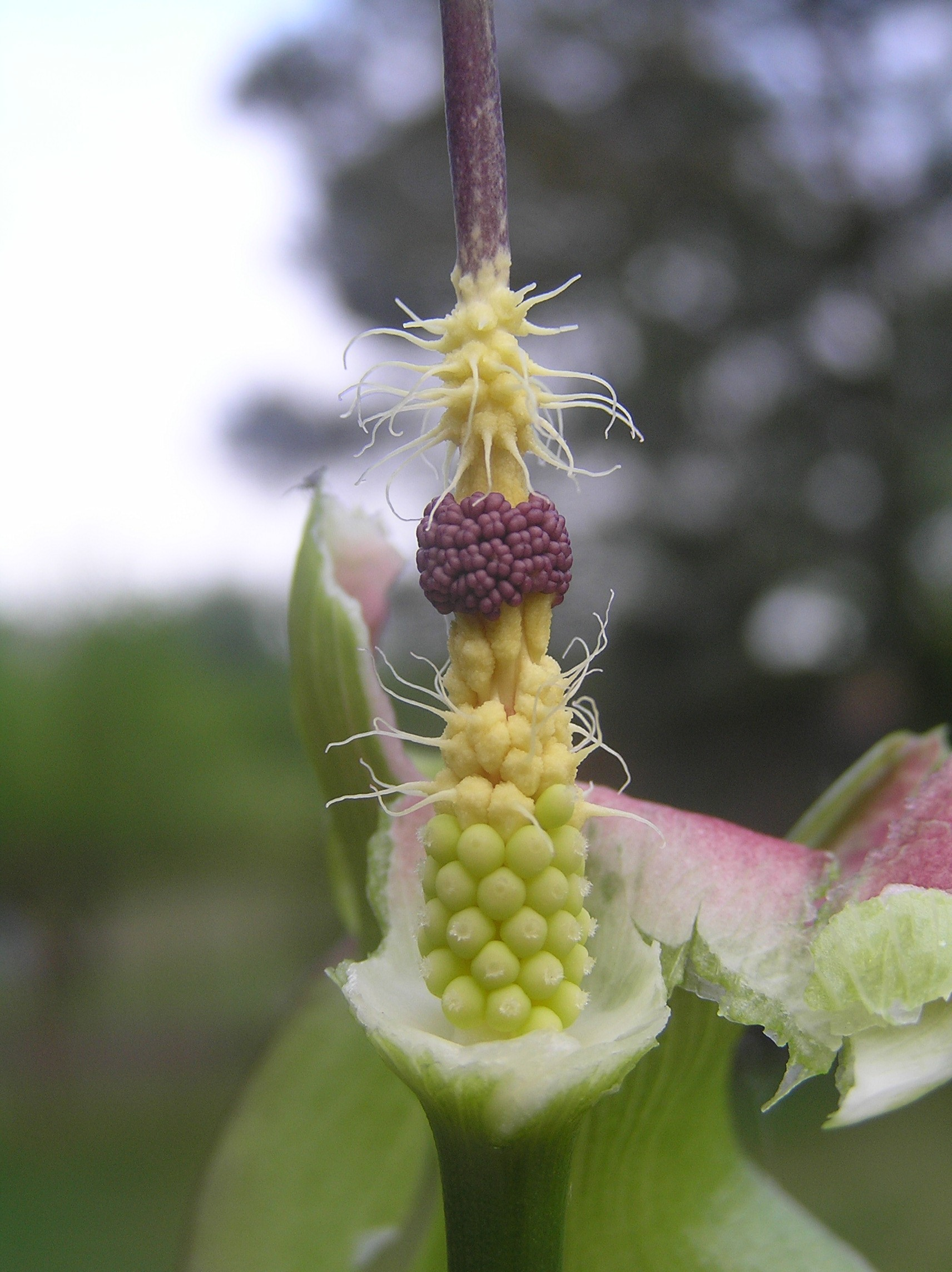
Blütenstand (geöffnet)

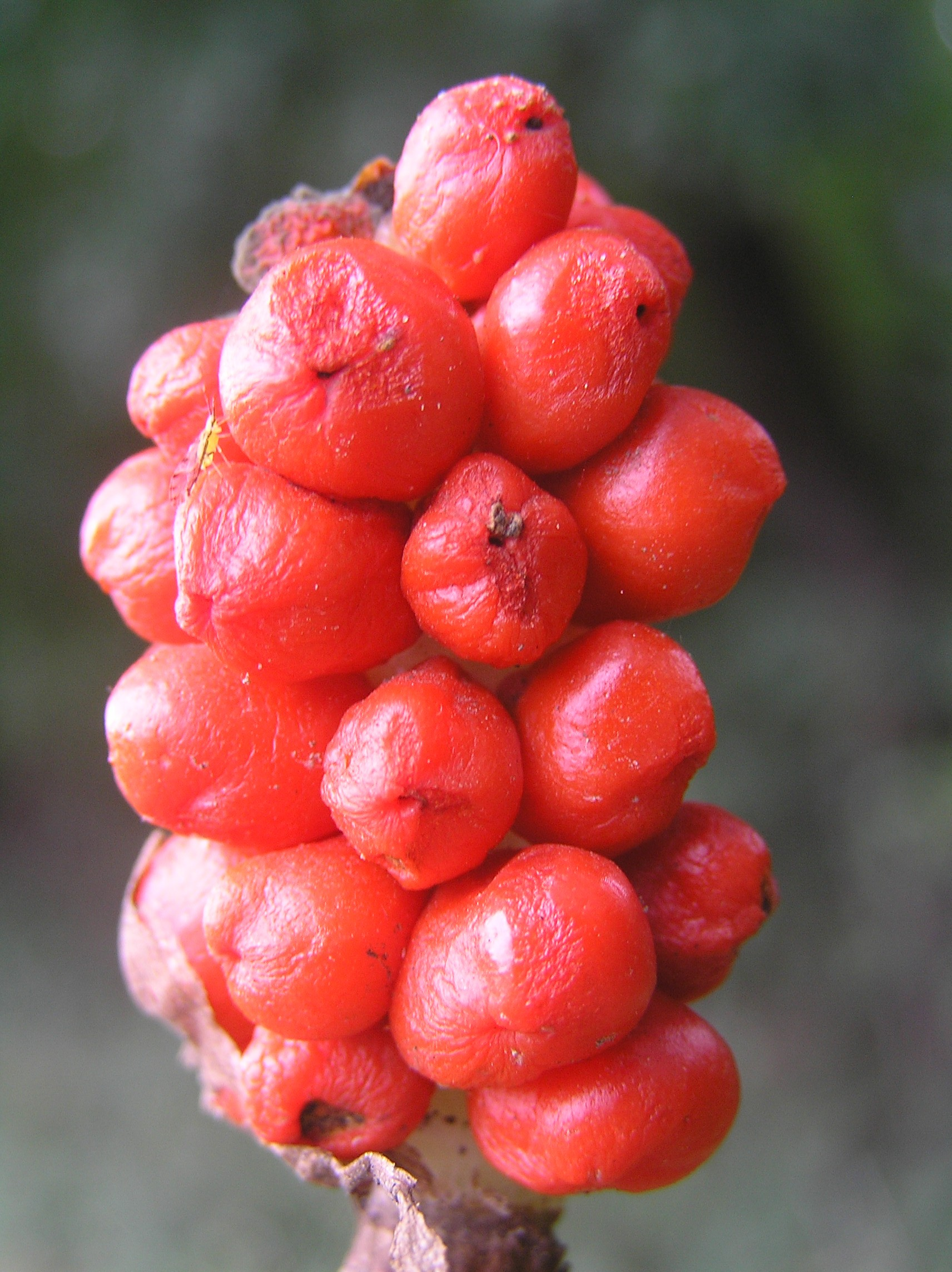
Fruchtstand

### Generative Merkmale
Die Blütezeit reicht von April bis Mai. Der geruchlose Blütenstand besteht aus Spatha und Kolben. Die Spatha ist hellgrün, seltener weißlich oder gelegentlich vom Rand her schwach rötlich überlaufen, (8 bis) 9 bis 15 (bis 18) Zentimeter lang und 1,5-mal bis 2-mal so lang wie der Kolben. Die Länge des oberen ausgebreiteten Teils beträgt das 1,5- bis 3-fache des unteren geschlossenen Teils. Auf der Innenseite des unteren, röhrigen Abschnitts befindet sich auf der Höhe der männlichen Blüten ein purpurrotes Querband. Das Anhängsel des Kolbens ist dünn, wurmförmig, leicht bis mäßig keulig, hellschokoladenbraun bis dunkelpurpurn und misst 30 bis 50 × 2,5 bis 4 Millimeter. Die blütenlosen Bereiche des Kolbens zwischen männlichen und etwas steifen, unfruchtbaren Blüten sind glatt. Die Staubbeutel sind meist purpurviolett. Die roten, giftigen birnförmigen Beeren sind meist deutlich länger als breit.
Die Chromosomenzahl beträgt 2n = 28.

## Vorkommen
Der Südöstliche Aronstab ist ein Florenelement der submeridionalen bis temperierten Zone Südosteuropas. Er kommt von Europa bis zur nordwestlichen Türkei und bis Zypern vor. Er besitzt Vorkommen in Portugal, Spanien, Korsika, Deutschland, Dänemark, Schweden, Tschechien, Polen, Ungarn, Österreich, Schweiz, Italien, Sizilien, im früheren Jugoslawien, Bulgarien, Griechenland, Kreta, Rumänien, in der europäischen und asiatischen Türkei und in Zypern. In Deutschland kommt die Art nur bei Hamburg, Ratzeburg, Chemnitz, Görlitz und in der Lausitz sowie in Rheinland  Pfalz vor. In Österreich ist die Art häufig in frischen bis feuchten, sehr nährstoffreiche Edellaubwäldern in Wien, Niederösterreich, Kärnten und dem Burgenland (offensichtlich nur östlich der Erlauf) anzutreffen.

## Taxonomie und Systematik
Der Südöstliche Aronstab wurde 1844 von Guglielmo Gasparrini in Giovanni Gussones Florae Siculae Synopsis Band 2, S. 597 als Arum cylindraceum erstbeschrieben. Synonyme für Arum cylindraceum sind Arum alpinum Schott & Kotschy, Arum maculatum subsp. alpinum (Schott & Kotschy) K. Richt., Arum orientale subsp. alpinum (Schott & Kotschy) H.Riedl, Arum maculatum subsp. alpinum (Schott & Kotschy) H.Riedl und Arum orientale M.Bieb. subsp. danicum (Prime) Prime.
Im Jahr 2011 wurde neu die Unterart Arum cylindraceum subsp. pitsyllianum Hadjik., Hand & G.Mans. beschrieben. Sie ist auf Zypern endemisch. Unterschiede zur Nominatform sind: Der röhrenförmige Teil der Spatha ist weißlich bis grünlich weiß und besitzt innen knapp über dem Grund ein blass rosafarbiges, horizontales Querband. Der Kolben ist orange bis orange-rosa. Die Staubbeutel sind orange. Die Blütezeit reicht von Mai bis Anfang Juni. Die Chromosomenzahl beträgt auch für diese Unterart 2n = 28.

## Belege
- Ralf Jahn, Peter Schönfelder: Exkursionsflora für Kreta. Mit Beiträgen von Alfred Mayer und Martin Scheuerer. Eugen Ulmer, Stuttgart (Hohenheim) 1995, ISBN 3-8001-3478-0, S. 409.
- Eckehart J. Jäger, Klaus Werner (Hrsg.): Exkursionsflora von Deutschland. Begründet von Werner Rothmaler. 10., bearbeitete Auflage. Band 4: Gefäßpflanzen: Kritischer Band. Elsevier, Spektrum Akademischer Verlag, München/Heidelberg 2005, ISBN 3-8274-1496-2, S. 931.

## Weiterführende Literatur
- Marija Bedalov, Walter Gutermann: Die Gattung Arum in den Ostalpen-Ländern. In: Stapfia. Band 10, Linz 1982, S. 95–97, zobodat.at [PDF] (mit Verbreitungskarte für Österreich).